# Skeletal Lamping
Skeletal Lamping è il nono album discografico in studio del gruppo musicale statunitense Of Montreal, pubblicato nel 2008.

## Tracce
1. Nonpareil of Favor – 5:48
2. Wicked Wisdom – 5:00
3. For Our Elegant Caste – 2:35
4. Touched Something's Hollow – 1:26
5. An Eluardian Instance – 4:35
6. Gallery Piece – 3:48
7. Women's Studies Victims – 2:59
8. St. Exquisite's Confessions – 4:35
9. Triphallus, to Punctuate! – 3:23
10. And I've Seen a Bloody Shadow – 2:23
11. Plastis Wafer – 7:11
12. Death Isn't a Parallel Move – 3:01
13. Beware Our Nubile Miscreants – 4:52
14. Mingusings – 3:01
15. Id Engager – 3:24